# 李俭珠
李俭珠（1906年—1997年），中国人民解放军将领、中国人民解放军开国少将。
曾任中国人民解放军广州军区公安军政治部主任。1955年，授予中国人民解放军少将。